# Копи царя Соломона
«Копи царя Соломона» (англ.  King Solomon's Mines) — викторианский приключенческий роман Генри Райдера Хаггарда, опубликованный в 1885 году.  Это первый роман из цикла произведений об охотнике Аллане Квотермейне. Роман, ставший классикой приключенческой литературы,  принёс Хаггарду широкую известность и заложил основы жанра «затерянного мира».

## Предыстория создания
Роман был написан Генри Райдером Хаггардом в достаточно короткий срок — всего за шесть недель.  Поводом к его созданию послужил спор с братом, который заявил, что Хаггард не сможет написать книгу, подобную «Острову сокровищ» Роберта Льюиса Стивенсона.  Хаггард принял вызов и создал произведение, которое не только стало не менее популярным, но и во многом превзошел роман Стивенсона по динамичности и экзотичности.  Основой для романа послужили личные впечатления Хаггарда от жизни в Южной Африке, где он провел несколько лет, работая на колониальную администрацию.  Он был знаком с культурой зулусов, бытом африканских племен и легендами о богатых копях, что нашло отражение в романе.  Хотя Страна Кукуанов и её обитатели являются вымышленными, в романе описаны некоторые географические объекты и культуры, основанные на реальных местах и народах Южной Африки.

## Сюжет

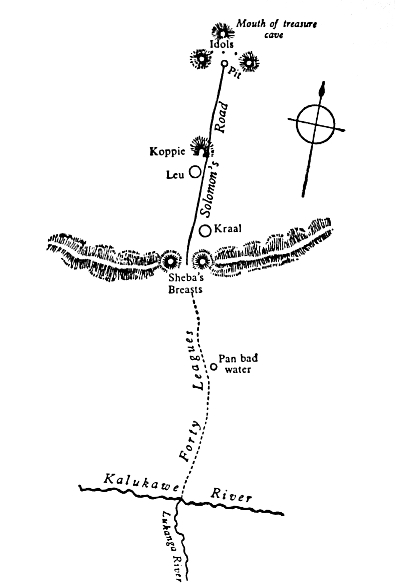
Карта Страны Кукуанов из романа

Действие романа разворачивается в Южной Африке. К известному охотнику и путешественнику Аллану Квотермейну обращается аристократ сэр Генри Куртис, разыскивающий своего пропавшего брата Джорджа.  Куртис убежден, что брат отправился на поиски легендарных копей царя Соломона.  Несмотря на первоначальный скепсис, Квотермейн соглашается помочь за солидное вознаграждение.  Компанию им составляет друг Куртиса, отставной капитан Гуд.
Путешествие оказывается крайне тяжелым и опасным. Герои пересекают пустыни, горные хребты и сталкиваются с дикими животными и враждебными племенами.  В пути к ним присоединяется таинственный туземец Омбопа, который оказывается принцем Игнози, законным наследником трона племени кукуанов.
Добравшись до затерянной Страны Кукуанов, герои оказываются в центре дворцовых интриг.  Кукуанами правит жестокий узурпатор Твала, свергнувший законного короля Имоту и узурпировавший трон.  Квотермейн, Куртис и Гуд, вместе с Игнози и верными ему кукуанами,  вступают в борьбу за восстановление справедливости и свержение тирана.  Решающая битва происходит на поле битвы, где благодаря хитрости Квотермейна и воинской доблести Куртиса,  войско Твалы терпит поражение.
После победы Игнози восходит на трон, а герои получают возможность посетить легендарные копи царя Соломона.  Копи оказываются древними рудниками, полными сокровищ, но главная ценность для героев – не золото и алмазы, а возможность найти брата Куртиса и благополучно вернуться домой.  В копях они находят останки Хосе Сильвестры,  португальского охотника за сокровищами, оставившего карту к копям.  Брат Генри Куртиса, Джордж, оказывается мертв, но герои находят подтверждение его пребывания в копях и удовлетворяют запрос сэра Генри.
Вернувшись в цивилизованный мир,  герои делят сокровища и расходятся.  Квотермейн продолжает свои африканские приключения, Куртис возвращается в Англию, а Гуд, вероятно, ищет новые приключения.

## Персонажи
- Аллэн Кватермэн — главный герой и рассказчик, опытный охотник и путешественник.  Пятидесятипятилетний мужчина невысокого роста, худощавый, но жилистый, с седыми волосами.  Он циничный, но честный и смелый человек,  обладающий глубоким знанием Африки и ее народов.  Туземцы называют Квотермейна Макумазан, что означает «человек, который встаёт после полуночи» (то есть человек, который всегда начеку).  Квотермейн –  типичный представитель викторианской эпохи,  сочетающий в себе прагматизм,  авантюризм и определенный моральный кодекс.
- Сэр Генри Куртис — английский аристократ,  образец мужества и благородства.  Старше тридцати лет,  высокий,  могучего телосложения,  с серо-голубыми глазами и светлыми волосами.  Он решителен,  физически силен и обладает чувством долга.  Отправился в Африку на поиски брата,  проявив  настойчивость и отвагу.  Туземцы называют его Инкубу (что означает «слон») за его мощь и силу.
- Капитан Джон Гуд — отставной капитан Британского королевского флота,  комический персонаж,  вносящий  элемент юмора в повествование.  Аккуратный и педантичный джентльмен,  всегда носит монокль,  который постоянно выпадает,  что вызывает комические ситуации.  Несмотря на свою внешнюю комичность,  Гуд  оказывается храбрым и находчивым в опасных ситуациях.  Туземцы называют его Бугван (то есть «стеклянный глаз»).  Гуд символизирует собой  английскую чопорность и  привычку к комфорту,  противопоставленные  дикой природе Африки.
- Игнози (Омбопа) — законный наследник престола кукуанов,  сын убитого короля Имоту.  В начале романа  выступает как слуга,  скрывающий свое истинное происхождение.  Игнози  благороден,  смел и справедлив,  стремится вернуть себе трон и править мудро и честно.  Его история  –  это  сюжетная линия  о  восстановлении  законного  порядка  и  свержении тирании.
- Инфадус — военачальник кукуанов,  дядя Игнози,  мудрый и опытный воин.  Он  играет ключевую роль в  восстановлении  Игнози  на троне,  обеспечивая ему военную поддержку и  стратегическое руководство.
- Твала — жестокий и коварный узурпатор,  захвативший власть у законного короля.  Твала  олицетворяет собой  тиранию и  несправедливость.  Его  правление  привело к  упадку  страны кукуанов.
- Гагула —  старая  и  зловещая  колдунья,  советница  Твалы.  Гагула  –  символ  темных  сил  и  суеверий.  Она  обладает  знаниями  о  копях  царя  Соломона,  но  использует  их  в  корыстных  целях.
- Фулата —  молодая  кукуанка,  спасенная  капитаном  Гудом.  Фулата  символизирует  невинность  и  доброту  в  жестоком  мире  кукуанов.  Ее  трагическая  гибель  подчеркивает  опасность  и  жестокость  окружающего  мира.

## Темы и мотивы
- Колониализм и империализм: Роман отражает  колониальные  настроения  викторианской  эпохи,  но  в  то  же  время  содержит  и  критические  нотки.  Герои  –  представители  британской  империи,  вторгающиеся  в  африканские  земли,  но  их  действия  мотивированы  не  только  жаждой  наживы,  но  и  стремлением  к  справедливости  и  помощи  законному  наследнику.  В  романе  прослеживается  идея  «бремени  белого  человека»  –  миссии  цивилизованных  народов  по  просвещению  и  управлению  «отсталыми»  народами.
- Приключения и  поиски  сокровищ:  «Копи  царя  Соломона»  –  классический  образец  приключенческого  романа.  Поиски  легендарных  сокровищ  царя  Соломона  являются  движущей  силой  сюжета.  Роман  полон  опасностей,  испытаний  и  неожиданных  поворотов,  держа  читателя  в  напряжении  до  самого  конца.
- Мужество,  дружба  и  верность:  В  романе  подчеркивается  важность  мужской  дружбы,  верности  и  взаимопомощи.  Герои  проходят  через  тяжелые  испытания,  сохраняя  верность  друг  другу  и  своим  принципам.  Образ  героического  мужчины,  способного  преодолеть  любые  препятствия,  является  одним  из  ключевых  в  романе.
- Противостояние  цивилизации  и  дикости:  Роман  исследует  противостояние  цивилизованного  мира  (представленного  европейцами)  и  дикой  природы  Африки  и  ее  «нецивилизованных»  народов.  Герои  сталкиваются  с  опасностями  дикой  природы,  враждебными  племенами  и  древними  суевериями.  В  то  же  время  в  романе  присутствует  определенное  восхищение  силой  и  красотой  природы  и  самобытностью  африканской  культуры.

## Литературное  значение  и  критика
«Копи  царя  Соломона»  сыграли  огромную  роль  в  развитии  приключенческой  литературы  и  жанра  «затерянного  мира».  Роман  стал  бестселлером  сразу  после  публикации  и  оказал  влияние  на  многих  писателей,  в  том  числе  на  Артура Конан Дойля  (при  создании  «Затерянного  мира»)  и  Эдгара Райса Берроуза  (при  создании  серии  о  Тарзане).  Роман  популяризировал  образ  героического  путешественника  и  охотника  в  Африке,  а  также  миф  о  несметных  сокровищах,  скрытых  в  неизведанных  землях.  Название романа стало нарицательным и часто используется для обозначения несметных сокровищ или труднодоступных богатств.  К примеру, выражение «копи царя Соломона» может использоваться в переносном смысле,  указывая на источник  огромных, но скрытых ресурсов.  Свидетельством  неизменной  популярности  книги  является  тот  факт,  что  Уинстон Черчилль,  известный  своей  любовью  к  чтению,  перечитывал  «Копи  царя  Соломона»  целых  12  раз.
Современная  критика  отмечает  как  достоинства  романа  –  динамичный  сюжет,  яркие  образы  персонажей,  экзотическую  атмосферу,  –  так  и  его  недостатки,  связанные  с  колониальными  стереотипами  и  европоцентризмом.  Роман  часто  критикуют  за  упрощенное  и  искаженное  изображение  африканской  культуры  и  народов,  а  также  за  пропаганду  колониальных  идей.  Тем  не  менее,  «Копи  царя  Соломона»  остаются  важным  памятником  своей  эпохи  и  продолжают  пользоваться  популярностью  у  читателей  благодаря  своей  привлекательной  приключенческой  фабуле.  Роман также вдохновил  многих  путешественников  и  авантюристов  на  поиски  реальных  «копей  царя  Соломона»  в  Африке,  несмотря на то, что легендарные копи являются вымышленным местом.

## Экранизации
Роман  был  многократно  экранизирован,  как  в  кино,  так  и  на  телевидении.  Среди  наиболее  известных  экранизаций:
- «Копи  царя  Соломона»  (США,  1950)  режиссеров  Комптона  Беннетта  и  Эндрю  Мартона  со  Стюартом Грейнджером  в  роли  Аллана  Квотермейна  и  Деборой Керр  в  главной  женской  роли.  Эта  экранизация  ничего общего не имеет с книгой, как и все последующие.
- «Копи  царя  Соломона»  (Великобритания,  1985)  режиссера  Дж.  Ли  Томпсона  с  Ричардом Чемберленом  в  роли  Квотермейна  и  Шэрон Стоун  в  главной  женской  роли.  Эта  версия  более  комедийная  и  ориентирована  на  развлекательный  жанр,  значительно  отличается  от  книги.
- «Аллан  Квотермейн  и  копи  царя  Соломона»  (США,  1986)  режиссера  Гари  Нельсона  с  Майклом Дудикоффом  в  роли  Квотермейна.  Является  продолжением  фильма  1985  года  и  еще  дальше  отходит  от  оригинального  сюжета.
- «Лига  выдающихся  джентльменов»  (США,  Германия,  Чехия,  Великобритания,  2003)  режиссера  Стивена  Норрингтона,  где  Аллан  Квотермейн  –  один  из  главных  персонажей  (роль  исполнил  Шон Коннери).  Фильм  является  вольной  экранизацией  одноименного  комикса  Алана  Мура  и  включает  многих  литературных  персонажей  викторианской  эпохи.
- «Копи  царя  Соломона»  (США,  2004)  –  двухсерийный  телевизионный  мини-сериал  режиссера  Стива  Боюма  с  Патриком Суэйзи  в  роли  Квотермейна.  Более  близкая  к  книге  экранизация,  чем  фильмы  1980-х  годов.

Помимо  этих  наиболее  известных  экранизаций,  существуют  и  другие  адаптации  романа  для  кино  и  телевидения,  а  также  радиопостановки  и  комиксы.

## Переводы на русский язык
Роман  «Копи  царя  Соломона»  многократно  переводился  на  русский  язык.  Первый  перевод  был  выполнен  Екатериной Бекетовой  в  1891  году  и  публиковался  в  журнале  «Вокруг  света».  Этот  перевод  отличается  некоторой  архаичностью  языка  и  транскрипцией  имен  (например,  Аллэн  Кватермэн),  а  также  цензурными  сокращениями  христианских  мотивов.  Тем  не  менее,  перевод  Бекетовой  считается  классическим  и  до  сих  пор  издается  (в  том  числе  в  адаптированном  виде).
В  советское  время  роман  издавался  в  переводах  Н. Маркович,  А. Энквист  и  В. Голант.  Перевод  В. Голант,  выполненный  в  1955  году,  считается  одним  из  наиболее  удачных  и  точных,  и  именно  он  чаще  всего  переиздавался  в  советское  и  постсоветское  время,  в  том  числе  в  серии  «Библиотека приключений».  Перевод  А. Энквист  также  достаточно  распространен.
В  современное  время  появляются  новые  переводы  романа,  стремящиеся  к  более  точному  передаче  стиля  и  языка  Хаггарда.  В  2014  году  издательство  «ЭКСМО»  выпустило  новое  издание  романа  в  переводе,  имя  переводчика  в  издании  не  указано.